# 1,1'-Bi-2-naftol
BINOL (bifenilnaftol ou 1,1'-Bi-2-naftol) é um composto orgânico freqüentemente usado como um ligante para síntese assimétrica catalisada por metais de transição. A molécula BINOL apresenta quiralidade axial forma por isso dois enantiômeros diferentes (R, S) que são opticamente ativos. Estes podem ser separados facilmente, sendo estáveis quanto à racemização. A rotação específica dos dois enantiômeros é +/- 3,5° (c=1 em THF).
BINOL é também precursor de outro ligante quiral proeminente chamado BINAP (bifenilfosfina).

## Preparação
A preparação de uma mistura racêmica de BINOL não apresenta dificuldades excepconais, sendo difícil no entanto, a obtenção direta dos enantiomêros individualmente.

### Preparação do produto racêmico
Pode ser produzido por exemplo a partir de 2-naftol e usando-se cloreto de ferro (III) como oxidante. O mecanismo de formação envolve complexação do Fe3+ pelas hidroxilas, seguido de uma reação de ligação de radicais dos anéis de naftol desencadeada pelo Fe-(III), que se oxida a Fe-(II).

### Preparação dos enantiomeros

#### Por síntese direta
(S)-BINOL pode ser sintetizado diretamente de uma ligação oxidativa assimétrica de 2-naftol com cloreto de cobre(II). O ligante quiral usado nesta reação é a (+)-anfetamina.

#### Por resolução racêmica
BINOL reage com cloreto de pentanoíla para formar um componente di-éster. A enzima colesterol esterase é adicionada na forma de pó-de-acetona de pâncreas bovino, que tem capacidade de hidrolisar o (S)-di-éster mas não o (R)-di-éster. O (R)-dipentanoato é hidrolisado em uma segunda etapa metóxido de sódio.
A molécula opticamente ativa também pode ser obtida por cristalização enatiomérica. Em um método, o alcalóide cloreto de N-benzylcinchonidinium formaria um composto de inclusão cristalino.  O composto de inclusão do enantiômero S é solúvel em acetonitrila mas o do enantiômero R não.